# Geolycosa escambiensis
Geolycosa escambiensis är en spindelart som beskrevs av Wallace 1942. Geolycosa escambiensis ingår i släktet Geolycosa och familjen vargspindlar. Inga underarter finns listade i Catalogue of Life.